# Smicripidae
Smicripidae je čeleď brouků z nadčeledi Cucujoidea.

## Taxonomie
- rod Smicrips
- Smicrips chontalena
- Smicrips distans
- Smicrips exilis
- Smicrips mexicana
- Smicrips palmicola
- Smicrips texana